# Herher
Pour l’article homonyme, voir Herher (Martouni).
Herher (en arménien Հերհեր) est une communauté rurale du marz de Vayots Dzor, en Arménie. Elle compte 1 004 habitants en 2008.

## Personnalités
- Vahid Aziz (1945-), traducteur et poète, est né à Herher.